# Robert Förstemann

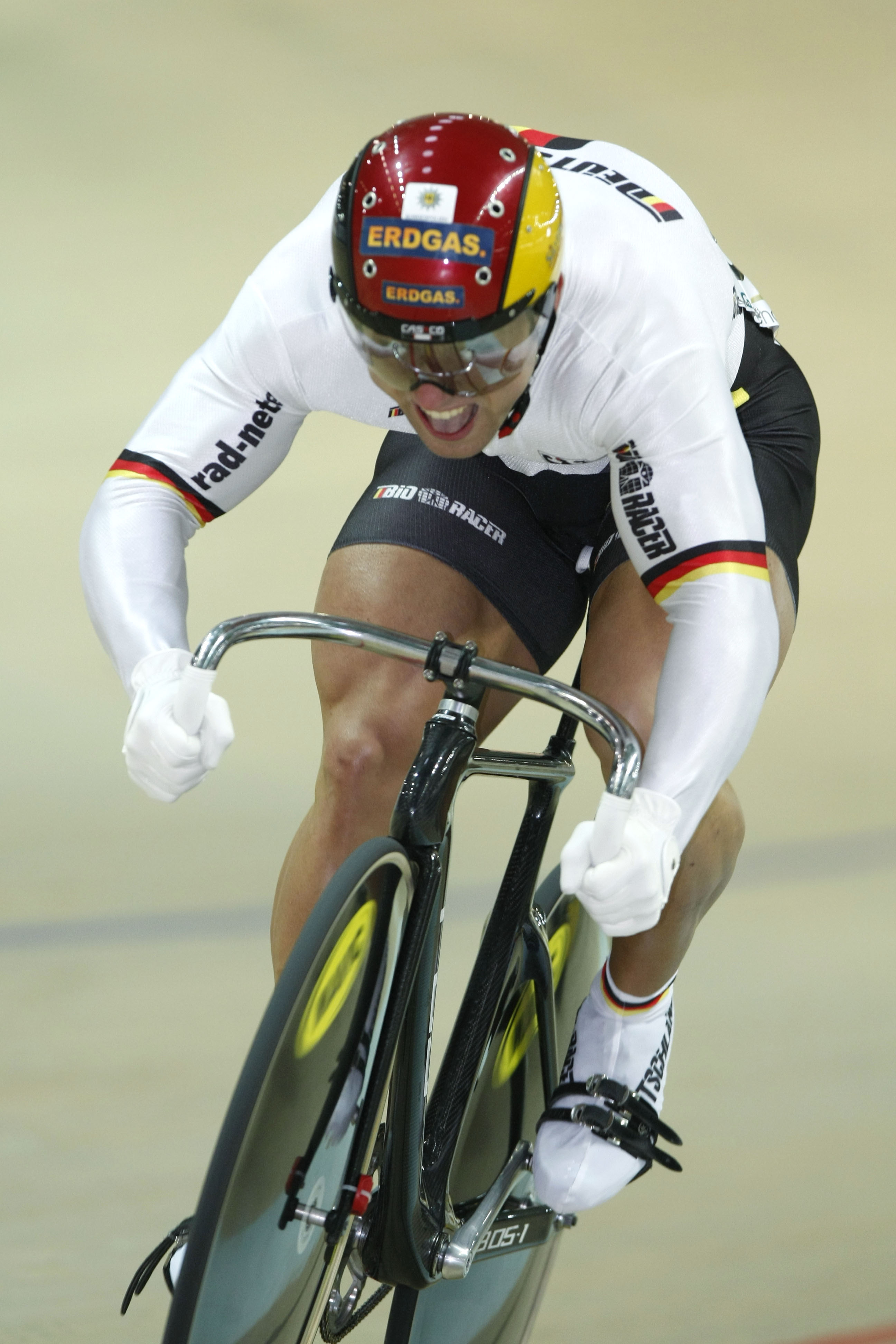
Robert Förstemann em 2009

Robert Förstemann (nascido em 5 de março de 1986, em Greiz) é um ciclista alemão, especializado em ciclismo de pista.